# 501e-503e régiment de chars de combat
Le 501e-503e régiment de chars de combat est une unité de l'arme blindée cavalerie de l'armée de terre française, stationnée au quartier Delestraint au camp de Mourmelon dans la Marne. Il est équipé de 80 chars de combat Leclerc. Le 23 juin 2009, le 503e RCC a été dissous.

## Création et différentes dénominations
- 1994 : création du 501e-503e régiment de chars de combat
- 23 juin 2009 : Dissous

## Chefs de corps du 501e-503eRCC
- 1990-1992 : colonel Philippe Gallineau ****
- 1992-1994 : colonel d’Achon
- 1994-1996 : colonel de Parseval ***
- 1996-1998 : colonel Desportes ***
- 1998-2000 : colonel de Villiers *****
- 2000-2002 : colonel Houssay **
- 2002-2004 : colonel Klotz ****
- 2004-2006 : colonel Goupil ***
- 2006- 2008 : colonel Palu ****
- 2008- 2009 : colonel Nimser (à partir du 1er août 2009, le 501e-503e RCC est dissous et restructuré sous l'appellation 501e RCC). ***

## Historique des garnisons, campagnes et batailles

### De 1945 à nos jours
Le 501e régiment de chars de combat est amalgamé en 1994 avec le 503e régiment de chars de combat pour former le 501e/503e RCC, une unité dotée de 80 chars Leclerc.
Le régiment partage son activité entre les entraînements en métropole et à l'étranger, et les opérations extérieures.
Il participe aux relèves en ex-Yougoslavie et au Kosovo et s'est trouvé engagé ces dernières années sur tous les théâtres d'interventions extérieurs (Tchad, Liban, Koweït, République centrafricaine, mais aussi Sénégal, Côte d'Ivoire et Afghanistan).
Le régiment est articulé en deux groupes de 40 chars Leclerc chacun soutenu par deux escadrons : l'un de moyens généraux et l'autre de maintenance. L'escadron d'éclairage et d'investigation n° 1 est destiné à la reconnaissance et est équipé de véhicules blindés légers VBL ainsi que de véhicules de l'avant blindé VAB équipé de radar RASIT. Il est sous le commandement du Général commandant la 1re brigade mécanisée et se trouve rattaché au régiment pour raison administrative.
Chaque groupe d'escadrons est projetable et peut participer à des missions extérieures de manière autonome.
Le 501e-503e RCC au complet est constitué de 80 chars, 500 blindés et véhicules divers et de 1 300 hommes.
Le 503e RCC a été dissous le 23 juin 2009.
Le 501e RCC appartient encore à la 1re brigade mécanisée de Châlons, commandée par le général Bras mais au 1er août 2009, il intégrera la 2e brigade blindée dont l'État-major quittera Orléans pour Strasbourg. Il comptera 56 chars Leclerc.
Les 239 militaires qui appartenaient encore au 503e viennent renforcer les escadrons du 501e. Pour une meilleure identification, le régiment portera de manière permanente le béret noir, l'insigne et la fourragère du 501e mais gardera les traditions du 503e.
Symbole de la dissolution, l'étendard du 503e RCC a été roulé et remis pour la dernière fois au colonel Nimser, commandant le 501e-503e RCC.

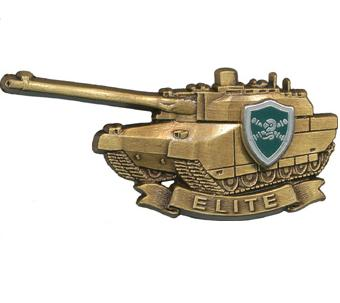
Insigne "Equipage élite" en bronze du 501e-503e régiment de chars de combat

### Matériels
Participant depuis plus de quarante ans à toutes les expérimentations de matériels nouveaux, il est doté des matériels majeurs : Chars Leclerc - Véhicules blindés légers (VBL) - Véhicules de l'avant blindés (VAB) - Radars RASIT - Véhicules et blindés de dépannage - Véhicules de transport – Dépanneur nouvelle génération.

### Organisation
Le 501e-503e Régiment de Chars de Combat est composé de :
- 2 groupes d'escadrons (GE), projetables et pouvant participer à des missions extérieures de manière autonome, chacun articulé en :
  - 3 escadrons de combat ;
  - 1 escadron de commandement et de logistique.
- des escadrons communs aux 2 G.E. :
  - L'escadron des moyens généraux (renommé escadron d'administration et de soutien EAS) :
  - L'escadron de maintenance régimentaire (dissous).
- Le 5e escadron (réserve).
- L’escadron d’éclairage et d’investigation dont il assure la gestion.

### Mission
Le régiment partage son activité entre les entraînements en métropole et à l'étranger, et les opérations extérieures.
Il participe aux relèves en ex-Yougoslavie et au Kosovo et s'est trouvé engagé ces dernières années sur tous les théâtres d'interventions extérieurs (Tchad, Liban, Koweït, République centrafricaine, mais aussi Sénégal, Côte d'Ivoire, Afghanistan).